# Golfclub Schloss Finkenstein
Golfclub Schloss Finkenstein is een golfclub in Finkenstein am Faaker See, ten Zuiden van Villach in Zuid-Oostenrijk. De baan ligt aan het Faakmeer en kijkt uit op de Karawanken-bergketen, die de grens van Slovenië vormt.

## Golf
De 18-holes golfbaan heeft een par van 72. Hij werd in 2003 aangelegd door de Tiroler landschapsarchitect Diethard Fahrenleitner. Het is een bosbaan, waarin zes meren zijn aangelegd. In de wintermaanden is de baan gesloten, want hij ligt op een hoogte van bijna 700m.
In 2014 wordt de 6de editie van het Kärnten Golf Open van de Europese Challenge Tour op deze baan gespeeld.

## Kasteel
In Schloss Finkenstein stamt uit de 12de eeuw. In de ruïne is een arena waar 1000 personen kunnen zitten, hier worden 's zomers diverse voorstellingen in de openlucht gegeven. Er is ook een kleine galerie.